# Leibniz-Institut für Deutsche Sprache

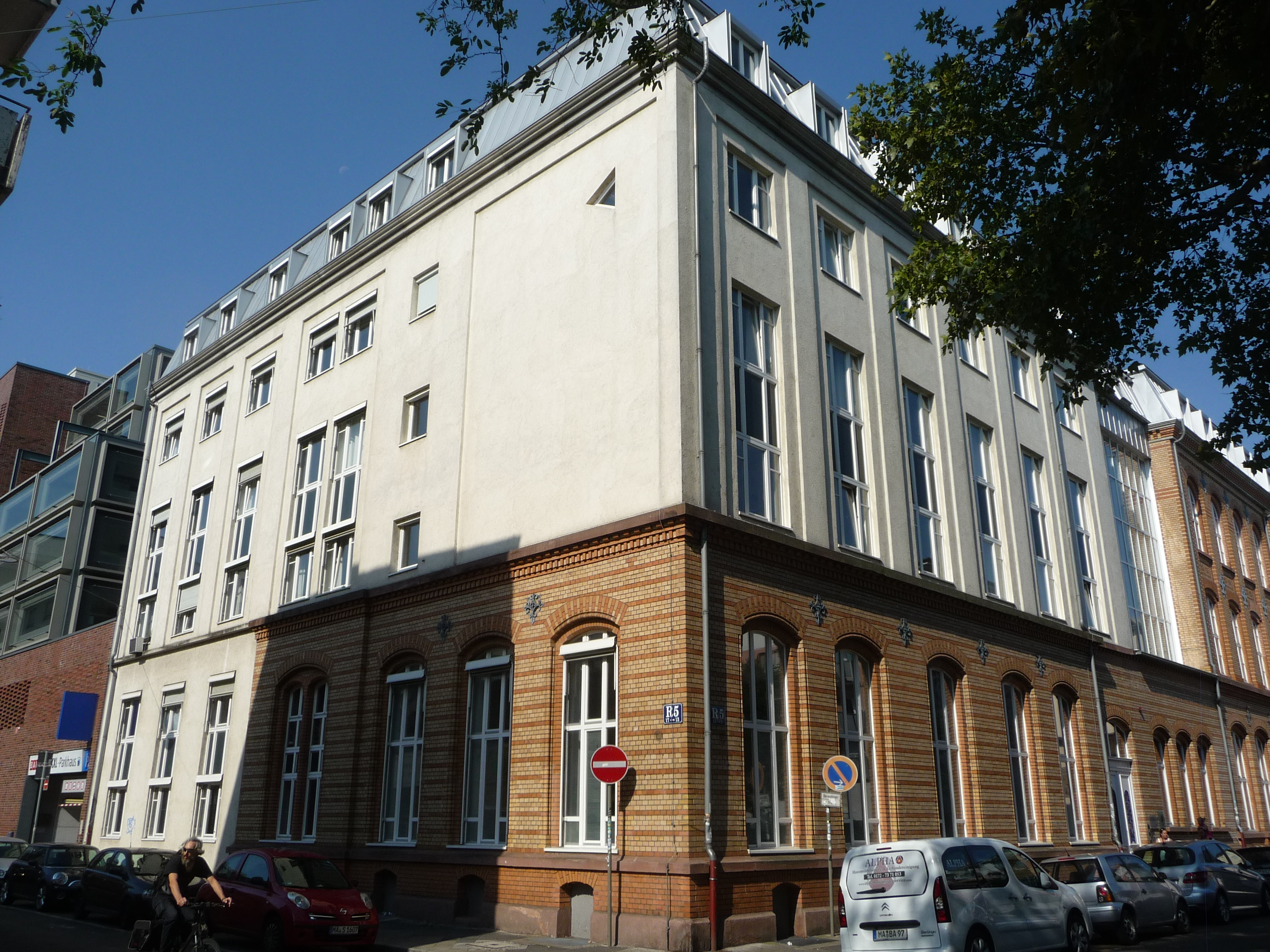
Das Institut in R5

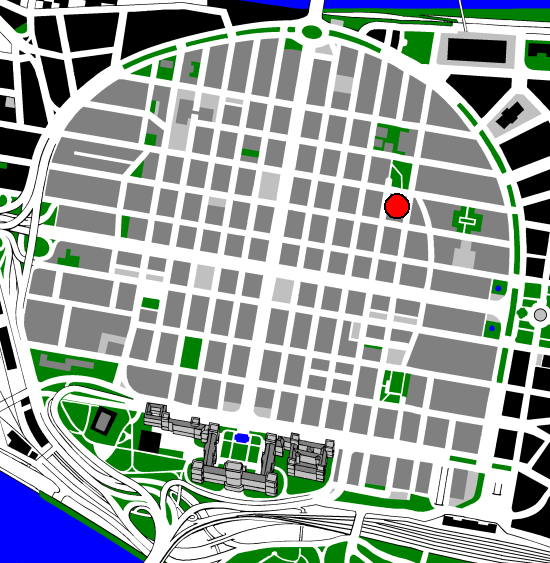
Lage innerhalb der Mannheimer Quadrate

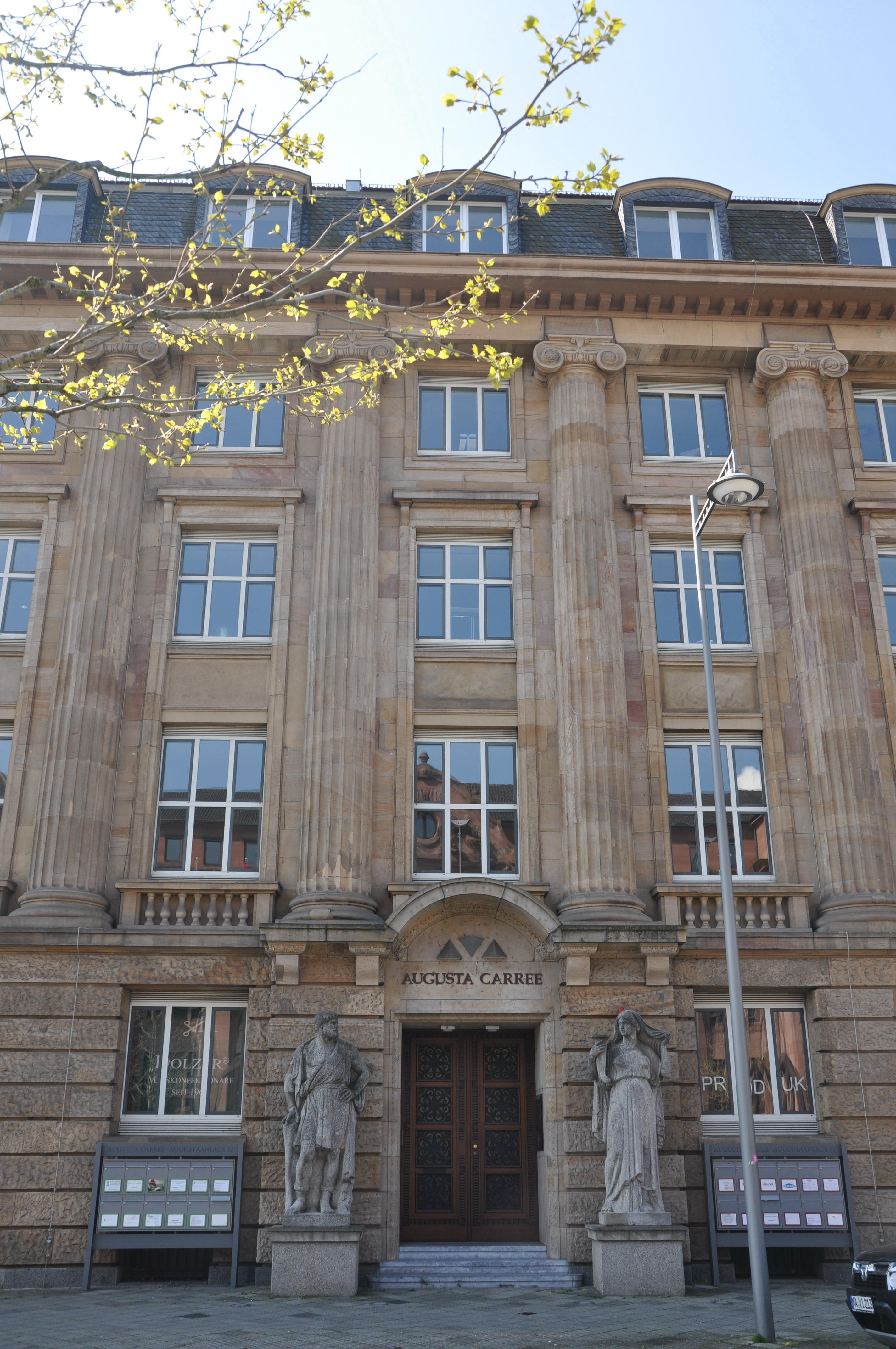
Zweiter Standort des IDS im Augusta-Carrée in Mannheim

Das Institut für Deutsche Sprache (IDS) in Mannheim, seit Frühjahr 2019 offiziell Leibniz-Institut für Deutsche Sprache (IDS), ist eine Stiftung des bürgerlichen Rechts, die sich der Sprachforschung widmet. Das Institut wurde 1964 in Mannheim gegründet und hat dort seitdem seinen Standort. Es ist die gemeinsam vom Bund und allen Bundesländern getragene zentrale wissenschaftliche Einrichtung zur Dokumentation und Erforschung der deutschen Sprache in Gegenwart und neuerer Geschichte. Es gehört zusammen mit über 90 anderen außeruniversitären Forschungsinstituten und Serviceeinrichtungen zur Leibniz-Gemeinschaft.

## Geschichte
Das Institut für deutsche Sprache besteht als zentrale Forschungseinrichtung der deutschen Gegenwartssprache seit 1964 in Mannheim. Im Jahr 1992 fand der Umzug in das Gebäude in R5 statt, in dem sich bis heute die Räumlichkeiten befinden. Zudem wurden in diesem Jahr 22 Wissenschaftler des Zentralinstituts für Sprachwissenschaft aus den neuen Bundesländern ins IDS übernommen.
Seit 2016 besteht der zweite Standort im Augusta-Carrée in der Augustaanlage.
2019 bekannte sich das IDS mit der Namenserweiterung zum Leibniz-Institut für Deutsche Sprache auch im Namen zur Leibniz-Gemeinschaft.

## Arbeitsgebiete
Die Arbeit des IDS gliedert sich in die Organisationseinheit Zentrale Forschung, die vier Abteilungen Grammatik, Lexik, Pragmatik und Digitale Sprachwissenschaft sowie die vier zentralen Einheiten Verwaltung, Öffentlichkeitsarbeit, Bibliothek und Informationstechnik. Forschungsarbeit in langfristigen Projekten findet in den folgenden Abteilungen statt: In der Abteilung Grammatik wird zur Erforschung grammatischer Strukturen der deutschen Gegenwartssprache einerseits kontrastiv-typologisch und andererseits korpusorientiert gearbeitet. In der Abteilung Lexik werden zur Erforschung des lexikalischen Bestands des Deutschen der Gegenwart und seiner jüngeren Geschichte große Textkorpora angelegt und mathematisch-statistische Methoden zur Aufschlüsselung der Sprachdaten entwickelt und eingesetzt. In der Abteilung Pragmatik, die sich der Untersuchung des gesprochenen Deutsch und des sprachlichen Handelns in Gesprächen widmet, stehen im Zentrum die Verwendung von Sprache in der sozialen Interaktion, ihre Koordination mit leiblich-räumlichen Ressourcen des Handelns und der Zusammenhang zwischen sprachlichem Handeln, sozialen und psychischen Strukturen. In der Abteilung Digitale Sprachwissenschaft wird sich einerseits mit der sprachwissenschaftlichen Forschung an Textsammlungen (Programmbereich Korpuslinguistik) und andererseits mit der Schaffung und Ausgestaltung von Infrastrukturen für die Forschung beschäftigt. Darüber hinaus sind unter dem Oberbegriff Zentrale Forschung Forschungsbereiche angesiedelt, die überwiegend abteilungsübergreifende Ziele verfolgen und unmittelbar dem Direktor unterstellt sind.
Im Programmbereich Sprache im öffentlichen Raum werden solche Fragen untersucht, die Status und Funktion der deutschen Sprache in der Gesellschaft betreffen. Der Programmbereich erfüllt damit eine Schnittstellenfunktion zwischen dem öffentlichen Interesse an sprachlichen Fragen und ihrer sprachwissenschaftlichen Behandlung.
Außerdem ist die Bibliothek des IDS die größte Präsenzbibliothek zur germanistischen und allgemeinen Sprachwissenschaft. Der heutige Bestand der IDS-Bibliothek umfasst ca. 86 000 Medieneinheiten und ca. 200 laufende Zeitschriften als Präsenzbibliothek in Freihandaufstellung. Zentrale Sammelgebiete sind alle Teilbereiche der gegenwärtigen germanistischen Sprachwissenschaft.
Das Leibniz-Institut publiziert regelmäßig Reihen, die die aktuellen sprachwissenschaftlichen Forschungen widerspiegeln. In den Zeitschriften Sprachreport und Deutsche Sprache, die der Öffentlichkeit zugänglich gemacht werden, wird regelmäßig über aktuelle Forschungsergebnisse informiert.

## Archive
Das Institut für Deutsche Sprache verfügt mit dem Archiv für gesprochenes Deutsch (AGD) über die größte existierende Sammlung von Tonaufnahmen des gesprochenen Deutsch. Ein Teil des Bestandes kann im Web über die „Datenbank gesprochenes Deutsch (DGD)“ abgefragt werden (Leitung: Thomas Schmidt).
Außerdem stellt das IDS mit dem Deutschen Referenzkorpus (DeReKo) das größte existierende Angebot an deutschsprachigen Textkorpora/Textsammlungen geschriebener Sprache (mehr als 43 Milliarden Wörtern, Stand 18. März 2019) zur Verfügung, das u. a. über die Schnittstelle COSMAS (Corpus Search, Management and Analysis System) II recherchier- und analysierbar ist. COSMAS II hat mehrere tausend registrierte Internet-Benutzer im In- und Ausland.

## Finanzierung
Als Mitglied der Leibniz-Gemeinschaft wird das Institut jeweils zur Hälfte vom Bund und vom Land Baden-Württemberg getragen. Hinzu kommen in wechselndem Umfang Mittel von forschungsfördernden Organisationen wie der Deutschen Forschungsgemeinschaft, der Europäischen Union oder der Volkswagenstiftung. Förderung erfährt das IDS auch von der Stadt Mannheim und dem Verein der Freunde des Instituts für Deutsche Sprache e. V.

## Daten
Im Jahr 2022 hatte das IDS 237 Mitarbeiter (davon 110 wissenschaftliche Angestellte) und beschäftigte 65 Hilfskräfte. Jedes Jahr arbeiten ca. 80 Gastwissenschaftler unter dem Dach des IDS.
Bisherige Direktoren:
- seit 2023: Gabriele Herrmann-Krotz, Administrative Direktorin
- 2021–2022: Torben Heinze, Administrativer Direktor
- 2020: Harald Forschner, Administrativer Direktor
- seit 2018: Henning Lobin, Stellvertreterin Angelika Wöllstein
- 2002–2018: Ludwig M. Eichinger
- 1976–2002: Gerhard Stickel

## Jahrestagung
Die Jahrestagung des IDS findet jeweils im März in Mannheim statt. Im Rahmen der Jahrestagung werden der Hugo-Moser-Preis, der Konrad-Duden-Preis sowie der Peter-Roschy-Preis verliehen – die Themenschwerpunkte ab dem Jahr 2000:
- 14.–16. März 2023: Orthographie in Wissenschaft und Gesellschaft
- 15.–17. März 2022: Korpora in der germanistischen Sprachwissenschaft – mündlich, schriftlich, multimedial
- 09.–11. März 2021: Sprache in Politik und Gesellschaft: Perspektiven und Zugänge
- 10.–12. März 2020: Deutsch in Europa – Sprachpolitisch, grammatisch, methodisch
- 12.–14. März 2019: Deutsch in Sozialen Medien – interaktiv, multimodal, vielfältig
- 13.–15. März 2018: Neues vom heutigen Deutsch. Empirisch – methodisch – theoretisch.
- 14.–16. März 2017: Wortschätze: Dynamik, Muster, Komplexität
- 08.–10. März 2016: Grammatische Variation. Empirische Zugänge und theoretische Modellierung.
- 10.–12. März 2015: Sprachliche und kommunikative Praktiken.
- 11.–13. März 2014: Sprachwissenschaft im Fokus. Positionsbestimmungen und Perspektiven.
- 12.–14. März 2013: Sprachverfall? Dynamik – Wandel – Variation.
- 13.–15. März 2012: Das Deutsch der Migranten
- 15.–17. März 2011: Deutsch im Sprachvergleich. Grammatische Kontraste und Konvergenzen.
- 09.–11. März 2010: Sprachliches Wissen zwischen Lexikon und Grammatik
- 10.–12. März 2009: Sprache intermedial: Stimme und Schrift, Bild und Ton
- 11.–13. März 2008: Deutsche Grammatik – Regeln, Normen, Sprachgebrauch
- 06.–08. März 2007: Sprache – Kognition – Kultur – Sprache zwischen mentaler Struktur und kultureller Prägung
- 14.–16. März 2006: Sprachkorpora – Datenmengen und Erkenntnisfortschritt
- 15.–17. März 2005: Text – Verstehen: Grammatik und darüber hinaus
- 09.–11. März 2004: Standardvariation – Wie viel Variation verträgt die deutsche Standardsprache?
- 11.–13. März 2003: „Den Nagel auf den Kopf treffen“ – Wortverbindungen mehr oder weniger fest
- 12.–14. März 2002: Deutsch von außen
- 13.–15. März 2001: Sprache und Recht
- 14.–16. März 2000: Neues und Fremdes im deutschen Wortschatz: Aktueller lexikalischer Wandel

## Auszeichnungen
- 2009 wurde das Institut von der Stadt Mannheim mit dem Konrad-Duden-Preis ausgezeichnet.
- 2019 wurde das Institut zum dritten Mal mit dem Total-E-Quality-Prädikat ausgezeichnet.